# بردلی نوول
بردلی نوول (انگلیسی: Bradley Nowell؛ ۲۲ فوریهٔ ۱۹۶۸ – ۲۵ مه ۱۹۹۶) یک نوازنده، ترانه‌سرا و تهیه‌کننده موسیقی اهل ایالات متحده آمریکا بود. وی بین سال‌های ۱۹۸۱ تا ۱۹۹۶ میلادی فعالیت می‌کرد.